# Willy Schroeders
Willy Schroeders (* 9. Dezember 1932 in Sint-Agatha-Rode; † 18. Oktober 2017 in Woluwe-Saint-Lambert/Sint-Lambrechts-Woluwe) war ein belgischer Radrennfahrer.

## Sportliche Laufbahn
Schroeders war im Straßenradsport aktiv. Als Amateur war er Mitglied der Nationalmannschaft und siegte 1964 auf zwei Etappen der Österreich-Rundfahrt. Von 1955 bis 1965 war er Unabhängiger und Berufsfahrer. 1955 gewann er Brüssel–Lüttich bei den Unabhängigen. Er gewann die Eintagesrennen Omloop van Midden-België 1956, Grand Prix du Brabant wallon 1956 und 1959, Dokter Tistaertprijs und Grand Prix Victor Standaert 1957, Grand Prix des Ardennes 1959, Grote Prijs Beeckman-De Caluwé 1960, Grote Prijs Stad Vilvoorde 1962 sowie Brüssel–Ingooigem 1963. Etappensiege holte er in der Tour de Champagne 1959, im Giro d’Italia 1961 und 1962 und in der Katalonien-Rundfahrt 1957.
Zweiter wurde Schroeders in der Luxemburg-Rundfahrt 1962 hinter Joseph Planckaert. Dritter wurde er bei Mailand–Sanremo 1963, (1962 war er Vierter geworden) sowie im Heistse Pijl 1955 und im La Flèche Brabançonne 1961. 2022 wurde das Rennen „Willy Schroeders Memorial“ für Junioren begründet.
Schroeders betritt alle Grand Tours.

## Grand-Tour-Platzierungen
| Grand Tour            | 1956 | 1957 | 1958 | 1959 | 1960 | 1961 | 1962 | 1963 | 1964 |
| --------------------- | ---- | ---- | ---- | ---- | ---- | ---- | ---- | ---- | ---- |
| Vuelta a EspañaVuelta | DNF  | –    | DNF  | –    | –    | –    | –    | 48   | DNF  |
| Giro d’ItaliaGiro     | –    | –    | –    | –    | –    | 13   | DNF  | DNF  | –    |
| Tour de FranceTour    | –    | –    | –    | –    | –    | –    | DNF  | DNF  | –    |